# 섹스 앤 더 시티 (영화)
섹스 앤 더 시티(Sex and the City)는 2008년 개봉한 미국의 영화로, 동명의 드라마를 원작으로 하고 있다.

## 출연

### 주연
- 사라 제시카 파커
- 킴 캐트럴
- 신시아 닉슨
- 크리스틴 데이비스
- 크리스 노스
- 제니퍼 허드슨

### 조연
- 마리오 캔톤
- 캔디스 버겐
- 데이비드 아이젠버그
- 에반 핸들러
- 제이슨 루이스

## 기타
- 원작자: 캔디스 부시넬
- 책임프로듀서: 토비 에머리치
- 라인프로듀서: 조나단 필리
- 협력프로듀서: 티파니 헤이즈렛 파커
- 협력프로듀서: 멜린다 리레라
- 미술: 제레미 콘웨이
- 세트: 리디아 마크스
- 의상: 패트리샤 필드
- 배역: 티파니 리틀 캔필드
- 배역: 버나드 텔시